# Salegy
Salegy – gatunek muzyczny oraz styl tańca wywodzący się z Madagaskaru. Powstał w miastach północnego wybrzeża wyspy na bazie pieśni ludowych. Instrumentarium obejmuje zazwyczaj gitarę i akordeon.